# Ерік Гаула
Ерік Гаула (фін. Erik Haula; нар. 23 березня 1991, Порі) — фінський хокеїст, центральний нападник клубу НХЛ «Нью-Джерсі Девілс». Гравець збірної команди Фінляндії.

## Ігрова кар'єра
Вихованець фінського клубу «Ессят».
Хокейну кар'єру розпочав 2008 року виступами за юніорську команду «Шаттак Сент-Марі».
2009 року був обраний на драфті НХЛ під 182-м загальним номером командою «Міннесота Вайлд». 
Відіграв сезон за «Омаха Лансерс», згодом три роки захищав кольори хокейної команди Міннесотського університету. У 2013 дебютує в складі «Х'юстон Аерос» (АХЛ). 
7 квітня 2013 року підписує контракт з клубом НХЛ «Міннесота Вайлд», а частину сезону проводить в фарм-клубі «Айова Вайлд». 29 листопада 2013 Гаула дебютує в складі «Міннесоти» в матчі проти «Колорадо Аваланч».
З сезону 2014/15 Ерік стає гравцем основного складу команди «Міннесота Вайлд».
У червні 2017 укладає трирічний контракт з клубом  «Вегас Голден Найтс». Фіналіст Кубка Стенлі 2018.
26 червня 2019 року перейшов до клубу «Кароліна Гаррікейнс».
24 лютого 2020 року його обміняли до команди «Флорида Пантерс».
23 грудня 2020 року, як вільний агент Ерік уклав однорічну угоду з клубом «Нашвілл Предаторс».
28 липня 2021 року фін підписав контракт з «Бостон Брюїнс».
13 липня 2022 року Гаулу обміняли на гравця «Нью-Джерсі Девілс» Павла Заху. 23 червня 2023 року він підписав трирічну угоду з «дияволами».

## На рівні збірних
Був гравцем юніорської збірної Фінляндії в складі якої став бронзовим призером чемпіонату світу 2009 року. За молодіжну збірн Фінляндії провів шість матчів на чемпіонаті світу 2006 року. 
З 2014 року залучається до лав національної збірної Фінляндії. Брав участь в чемпіонаті світу 2014 та Кубку світу 2016.

## Статистика

### Клубні виступи
| 2008–09      | «Шаттак Сент-Марі»        | MAAA         | 49  | 24  | 55  | 79  | 42  | —  | —  | —  | —  | —  |
| 2009–10      | «Омаха Лансерс»           | ХЛСШ         | 56  | 28  | 44  | 72  | 59  | 8  | 2  | 9  | 11 | 2  |
| 2010–11      | Міннесотський університет | НКАА         | 34  | 6   | 18  | 24  | 22  | —  | —  | —  | —  | —  |
| 2011–12      | Міннесотський університет | НКАА         | 43  | 20  | 29  | 49  | 30  | —  | —  | —  | —  | —  |
| 2012–13      | Міннесотський університет | НКАА         | 37  | 16  | 35  | 51  | 14  | —  | —  | —  | —  | —  |
| 2012–13      | «Х'юстон Аерос»           | АХЛ          | 6   | 0   | 2   | 2   | 2   | 5  | 1  | 1  | 2  | 4  |
| 2013–14      | «Айова Вайлд»             | АХЛ          | 31  | 14  | 13  | 27  | 14  | —  | —  | —  | —  | —  |
| 2013–14      | «Міннесота Вайлд»         | НХЛ          | 46  | 6   | 9   | 15  | 29  | 13 | 4  | 3  | 7  | 0  |
| 2014–15      | «Міннесота Вайлд»         | НХЛ          | 72  | 7   | 7   | 14  | 32  | 2  | 1  | 0  | 1  | 0  |
| 2015–16      | «Міннесота Вайлд»         | НХЛ          | 76  | 14  | 20  | 34  | 24  | 5  | 1  | 3  | 4  | 2  |
| 2016–17      | «Міннесота Вайлд»         | НХЛ          | 72  | 15  | 11  | 26  | 28  | 4  | 0  | 1  | 1  | 0  |
| 2017–18      | «Вегас Голден Найтс»      | НХЛ          | 76  | 29  | 26  | 55  | 37  | 20 | 3  | 6  | 9  | 27 |
| 2018–19      | «Вегас Голден Найтс»      | НХЛ          | 15  | 2   | 5   | 7   | 10  | —  | —  | —  | —  | —  |
| 2019–20      | «Кароліна Гаррікейнс»     | НХЛ          | 41  | 12  | 10  | 22  | 20  | —  | —  | —  | —  | —  |
| 2019–20      | «Флорида Пантерс»         | НХЛ          | 7   | 0   | 2   | 2   | 2   | 4  | 1  | 0  | 1  | 0  |
| 2020–21      | «Нашвілл Предаторс»       | НХЛ          | 51  | 9   | 12  | 21  | 14  | 6  | 1  | 3  | 4  | 4  |
| 2021–22      | «Бостон Брюїнс»           | НХЛ          | 78  | 18  | 26  | 44  | 47  | 7  | 1  | 2  | 3  | 8  |
| 2022–23      | «Нью-Джерсі Девілс»       | НХЛ          | 80  | 14  | 27  | 41  | 47  | 12 | 4  | 2  | 6  | 15 |
| 2023–24      | «Нью-Джерсі Девілс»       | НХЛ          | 76  | 16  | 19  | 35  | 54  | —  | —  | —  | —  | —  |
| Усього в НХЛ | Усього в НХЛ              | Усього в НХЛ | 690 | 142 | 174 | 316 | 344 | 73 | 16 | 20 | 36 | 56 |

### Збірна
| Рік                | Команда            | Турнір             | Місце              | І  | Г  | П  | О  | ШХ |
| ------------------ | ------------------ | ------------------ | ------------------ | -- | -- | -- | -- | -- |
| 2008               | Фінляндія          | U17                | 6-е                | 5  | 2  | 8  | 10 | 18 |
| 2008               | Фінляндія          | ЮЧС18              | 6-е                | 6  | 1  | 3  | 4  | 2  |
| 2009               | Фінляндія          | ЮЧС18              | 3                  | 6  | 3  | 1  | 4  | 2  |
| 2011               | Фінляндія          | МЧС                | 6-е                | 6  | 4  | 3  | 7  | 10 |
| 2014               | Фінляндія          | ЧС                 | 2                  | 6  | 0  | 1  | 1  | 2  |
| 2016               | Фінляндія          | КС                 | 8-е                | 1  | 0  | 0  | 0  | 0  |
| Молодіжна збірна   | Молодіжна збірна   | Молодіжна збірна   | Молодіжна збірна   | 23 | 10 | 15 | 25 | 32 |
| Національна збірна | Національна збірна | Національна збірна | Національна збірна | 7  | 0  | 1  | 1  | 2  |